# Кшиштоф Павляк
Кшиштоф Хенрик Павляк (пол. Krzysztof Henryk Pawlak; нар. 12 січня 1958, Тшебехув, Польща) — польський футболіст та тренер, виступав на позиції захисника. Закінчив Академію фізичного виховання імені Еугеніуша Пясецького у Познані.

## Клубна кар'єра
Кшиштоф розпочав свою футбольну кар'єру в рідному місті Каліш у клубі «Цалісія», де він виступав до 1979 року, після чого переїхав до Познаня й розпочав виступати за місцеву «Варту». Не догравши сезон уклав контракт з Лех (Познань)«Лехом», в якому за сім сезонів зіграв 232 матчі і відзначився 15 голами. З Познанським клубом став триразовим володарем Кубка Польщі (1983, 1984, 1988), а також двічі став чемпіоном Польщі (1983, 1984). У 1988 році перебирається до Бельгії у клуб першого дивізіону «Локерен». Але не довго там затримується і по ходу сезону переїжджає в шведський «Треллеборг», який грав у другій лізі Супереттан. У 1992 році після виходу клубу в Аллсвенскан, знову повертається в польську «Варту», де в 1994 році завершує професійну кар'єру гравця й ставає тренером познанського клубу.

## Кар'єра в збірній
З 1983 по 1987 рік виступав за збірну Польщі, у футболці якої зіграв 31 матч і відзначився 1 гол. Також Кшиштоф грав на чемпіонаті світу 1986 року в Мексиці, де провів 2 поєдинки.

### Голи за збірну
| #  | Дата          | Місце                        | Суперник | Рахунок | Результат | Змагання        |
| -- | ------------- | ---------------------------- | -------- | ------- | --------- | --------------- |
| 1. | 11 січня 1984 | Еден Гарденс, Колката, Індія | Індія    | 0–2     | 1–2       | Кубок Неру 1984 |

## Кар'єра тренера
Має тренерську ліцензію УЄФА категорії «Pro». У сезоні 1993/94 років працював у тренерському штабі познанської «Варти». Самостійну тренерську кар'єру розпочав у клубі «Сокол» (Пневи). Керував цією командою в 1994 році. У сезоні 1994/95 року очолював познанську «Варту». Під керівництвом Кшиштофа команда посіла 18-е місце в польському чемпіонаті та вилетіла з Екстракляси. Починаючи з 6-о туру Екстакляси сезону 1994/95 років очолював «Белхатув», який фінішував на 13-у місці польського чемпіонату. З 1996 по 1997 рік працював асистентом головного тренера збірної Польщі Антонія Пєхнічека. У 1997 році тимчасово виконував обов'язки головного тренера польської збірної. Головним тренером команди був в одному поєдинку, 14 червня 1997 року, проти збірної Грузії в рамках кваліфікації чемпіонату світу з 1998 року в Франції, в якому польська «кадра» перемогла з рахунком 4:1. Завдяки цьому став першим (і єдиним) непереможним тренером в історії збірної Польщі. У сезоні 1997/98 років був головним тренером познанського «Леха». По завершенні 19-о туру Екстракляси був звільнений з займаної посади. У сезоні 1998/99 років знову очолював «Белхатув». По завершенні 25-о туру Екстракляси був звільнений з посади головного тренера. З 1999 по 2000 рік очолював друголіговий «Гурник» (Конін). У 2000 році очолив клуб IV ліги чемпіонату Польщі «Полонія» (Сьрода-Великопольська), у своєму дебютному сезоні на посаді головного тренера привів команду до бронзових медалей чемпіонату, а вже наступного року до чемпіонства та виходу до третьої ліги. У 2003 році очолював четвертоліговий клуб «Білий Орел» (Козьмін-Великопольський). На час підписання контракту команда займала 10-е місце, проте вже через 7 днів розірвав контракт з клубом. З 13-о туру сезону 2003/04 років очолював «Подбескідзе», під його керівництвом команда посіла 7-е місце в Другій лізі. У сезоні 2004/05 років тренував «Промінь» (Жари). Привів команду до 7-о місця в Третій лізі. У сезоні 2005/06 років очолював «Промінь» до 15-о туру, після чого був звільнений з посади головного тренера. У тому ж сезоні знайшов інше місце роботи, «Канія» (Гостинь). Очолював команду з 24-о туру й довів її до чемпіонства та виходу в Другу лігу. Сезон 2006/07 років розпочав на посаді другого тренера клубу «Мешко» (Гнезно), який залишив під час зимової перерви. З 27-о туру сезону 2009 року тренував «Арка» (Нова Суль). Під його керівництвом команда посіла 12-е місце. Того ж року по завершенні 4-о туру був звільнений, на посаді головного тренера Павляка замінив Мариуш Карпанський. Проте по завершенні 16-о туру сезону 2010 року Карпаинського було звільненого, а Кшиштоф знову очолив клуб з Нової Сулі. На момент повернення Павляка «Арка» посідала 14-е місце, в підсумку команда фінішувала на 7-у місці. У червні 2010 року очолив «Стільон» (Гожув-Великопольський), який тренував до 2011 року. 12 червня 2011 року був призначений головним тренером «Флоти» (Свіноуйсьце). 2 квітня 2013 року замінив Мацея Боровськогона посаді головного тренера познанської «Варти». З 4 січня 2014 року тренував «Варту» (Сьрем). 3 червня 2014 року очолив ККС 1925 (Каліш). 28 грудня продовжив контракт з калішським клубом до 30 червня 2015 року, з яким вийшов до третьої ліги. Після цього його замінив Анджей Пашкевич. У 2016 році допомагав тренувати «Завішу» (Бидгощ). З 2017 року — головний тренер «Цлещевії».

## Досягнення

### Як гравця
«Лех» (Познань)
- Перша ліга Польщі
  -  Чемпіон (2): 1982/83, 1983/84

- Кубок Польщі
  -  Володар (3): 1981/82, 1983/84, 1987/88